# Український інвалід
«Український інвалід» — неперіодичний журнал, орган Української спілки воєнних інвалідів на еміграції.
Виходив у Каліші 1923 року й у 1926—1931 роках. Планувався як двотижневик, але виходив неперіодично. У 1923 році відповідальним редактором зазначена В. Рогова. Редактором у 1927—1928 роках був Михайло Садовський.
Редакція розташовувалася у Каліші, таборі № 10 для інтернованих українських вояків.
Серед іншого в журналі нерідко друкувалися антирадянські анекдоти.